# همت‌آباد (سلماس)
همت‌آباد، روستایی است از توابع بخش کوهسار و در شهرستان سلماس استان آذربایجان غربی ایران.

## جمعیت
این روستا در دهستان چهریق قرار داشته و بر اساس سرشماری سال ۱۳۸۵ جمعیت آن ۳۰۸نفر (۵۷ خانوار) 
بوده‌است.